# Luperosaurus
Luperosaurus es un género de geckos de la familia Gekkonidae. Son nocturnos y árboreos, que pasan sus días en los troncos de los árboles en los bosques húmedos, y cazan insectos en la noche. Se encuentran en Malasia, Indonesia y  áreas circundantes.

## Especies
Se reconocen las siguientes 13 especies:
- Luperosaurus angliit Brown, Diesmos & Oliveros, 2011.
- Luperosaurus brooksii (Boulenger, 1920).
- Luperosaurus browni Russell, 1979.
- Luperosaurus corfieldi Gaulke, Rösler & Brown, 2007.
- Luperosaurus cumingii (Gray, 1845).
- Luperosaurus gulat Brown, Diesmos, Duya, Garcia & Rico, 2010.
- Luperosaurus iskandari Brown, Supriatna & Ota, 2000.
- Luperosaurus joloensis Taylor, 1918.
- Luperosaurus kubli Brown, Diesmos & Duya, 2007.
- Luperosaurus macgregori Stejneger, 1907.
- Luperosaurus palawanensis Brown & Alcala, 1978.
- Luperosaurus sorok Das, Lakim, Kandaung, 2008.
- Luperosaurus yasumai Ota, Sengoku & Hikida, 1996.